# Косоине
Косоѝне (на италиански и на сардински: Cossoine) е село и община в Южна Италия, провинция Сасари, автономен регион и остров Сардиния. Разположено е на 529 m надморска височина. Населението на общината е 885 души (към 2010 г.).